# Сашова могила
Гробницата Сашова могила е тракийски погребален куполен градеж, открит под едноименната могила, отстоящ на 1 km северозападно от гробницата Голяма Арсеналка между град Шипка и село Ясеново. Подмогилното гробно съоръжение е открито на 24 август 1995 г. от доц. Георги Китов, в рамките на научната експедиция ТЕМП.

## Описание и особености

### Археологическо проучване
Гробницата се състои от две правоъгълни камери и дромос, дълъг 8,5 m. Дромосът е ориентиран на юг с малко отклонение на югоизток и извежда извън сегашната периферия на могилата. Първите 2,75 m от градежа опират на фасадата на предната камера, а останалата част е допълнително пристроена на фуга. Разликата между двете части е отчетлива. По-ранният градеж е от ломен камък, грижливо полиран, а по-късното пристрояване е от грубо формирани речни и ломени камъни. Дромосът е без покритие, като най-добре е запазен северният му край, опрян в лицето на първата камера.
Първата камера е с височина 2,32 m и размери 1,63 х 1,63 m. Входът ѝ е изграден от варовикови блокове и е с правоъгълна форма – 1,09 х 1,92 m, като се предполага, че е бил преграден с големи камъни. Покривът е на три нива, граден с големи каменни блокове. Първата камера е открита от археологическия екип съвършено празна, без следи от извършени ритуали или погребение. Един от вградените в югозападната стена правоъгълни блокове заслужава специално внимание – при него се наблюдава слабо изпъкнала периферия със следи от заглаждане и улей за оттичане. Вторичното му използване при градежа на гробницата свидетелства, че на самата могила или в околността ѝ е съществувало светилище, от където е взет жертвеният камък тип „шарапташ“. Предполага се, че светилището е било изоставено, за да бъде жертвеният камък вторично използван при градежа.
Централната камера е разположена напречно на основната линия на гробницата и има правоъгълна форма с размери 2,45 х 3,45 m и височина е 3,05 m. Подът е от трамбована глина и чакълеста почва, а сводът е полуцилиндричен. Входът към камерата е изграден от зазидани страници от варовик. Вляво от входа, успоредно на югозападната стена има примитивно каменно ложе, което е изградено малко преди да бъде затворена и засипана гробницата. Върху ложето е бил положен мъж, с глава на северозапад, чийто кости са силно изтлели поради високата влажност в помещението. Погребалният инвентар включва над 50 вещи, изработени от злато, сребро, желязо, бронз и глина, както и множество мъниста от бронз и стъкло. Сред най-забележителните находки са голям меч от келтски тип, желязно умбо за щит, бронзов шлем тракийски тип, сребърна фиала с позлата и бронзова каничка с изображение на човешко лице.
Върху блоковете, оформящи страниците на входа към централната камера, с остър предмет са плитко издълбани схематични изображения на войни един до друг. Воинът, изобразен на лявата страница, носи на главата си маска или шлем, украсен с пера, а вляво от него е изобразен щит с няколко пресичащи се линии в средата. Гробницата е планирана и използвана дълго време като мавзолей.

### Градеж
Могилният насип има конична форма с леко заравнен връх (вис. 5 – 6 m и диаметър 30 m). Съоръжението почти съвпада с един от диаметрите на могилата, като двете камери са изградени от големи блокове и попадат почти в геометричния ѝ център. Насипът е издигнат над предварително построеното каменно съоръжение. На няколко места празнините са запълнени с малки специално издялани блокчета щукатура. В централната камера са използвани варовикови и гранитни блокове в бял, червен, черен и зелен цвят. Семантичната им връзка в разположението не може да бъде установена, което не означава, че не са редени съзнателно с определено символно значение.
В използването на мавзолея се разграничават поне три периода. През първия са построени едновременно двете камери. Възможно е известно време те да са съществували самостоятелно. Впоследствие към лицето на първата камера допълнително е пристроена северната половина на дромоса. През третия период той е бил удебелен и е достигал извън границите на могилата. Строителните периоди се различават по материала и по начина на изпълнение. Камерите са от добре обработени блокове, първата половина на дромоса от грубо одялани камъни, а втората е още по-примитивно изпълнена. Погребалното ложе вляво от входа на централното помещение е изработено по същия начин като втората част на дромоса. То е от поставени няколко реда груби камъни, без спойка и не опира в стените.

## Галерия
- План на гробницата
- План на гробницата и разположение в могилния насип
- Югозападната стена и част от северозападното външно лице на централната камера
- Издълбана рисунка върху дясната страница на входа към централната камера
- Издълбана рисунка върху лявата страница на входа към централната камера
- План на гробницата (вертикално сечение)

### Находки
Намереният гробен инвентарът е открит разположен върху ложето, между него и северната стена и по пода. Жертвопринесеният кон е бил съпроводен само от желязна юзда, няколко халки и катарами от сребро и желязо. Личните вещи на мъртвия са открити върху ложето или паднали в празнините между него и стените. По пода и леглото са били разположени няколко глинени съда.
Погребаният владетел е бил облечен в ризница, изплетена от десетки хиляди миниатюрни железни халки. Тя е открита на място, макар и късове от нея да са паднали по пода. Погребаният е носел на главата си отлично изработен боен шлем – тракийски тип, с коничен, спираловидно извит напред връх, без набузници, който е запазен добре, въпреки следите от употребата му в бойни действия. Липсват апликираните при върха му палмети. До него е паднала сребърна торква от две огънати спираловидно тела – символ на високия социален статус на погребания. Въоръжението се допълва от голям масивен прав железен меч (келтски тип) до мястото на дясната ръка върху ложето, няколко върха на копия, пет фрагментирани ножа, много добре запазено умбо за щит, във форма на стилизиран лабрис. Към личните вещи се причисляват златна фибула с билатерална спирала и три низани по тялото и прешлена, които имат правоъгълни и овални легла, запълнени с черен, светлозелен и син клетъчен емайл.
Дрехата, която фибулата е закопчавала, е била вероятно обшита с няколкостотин бронзови и стъклени мъниста, открити пръснати по ложето, между изграждащите го камъни и по пода на камерата. Между леглото и стената са открити също бронзова каничка и сребърна фиала. Дръжката на каничката е с пластично моделирано човешко лице, а фиалата е оценена като шедьовър на късното тракийско изкуство. Тя е отлично запазена, с конична форма, а украсата ѝ е разположена от вътрешната страна. На дъното ѝ е изобразена дванадесетолистна розета, съставена от лаврови и акантови листа. По устието минава позлатена ивица плетеница между два реда дребни перли. Следва позлатен пояс, под който е разположена широка позлатена орнаментална ивица, а под нея – пояс с вълнообразен орнамент, също позлатен. Формата на фиалата бележи прехода от класическите тракийски фиали към купите.
В северозападния ъгъл на камерата между ложето и стената са открити поставени изправени две големи изцяло запазени глинени амфори. Едната от тях има кръгли родоски печати върху дръжките. Без съмнение амфорите са били пълни с вино, внесено от островна Елада. По пода на изток от ложето са били разположени няколко цели или разпаднали се от влагата глинени съдове. Това са две урни, три паници, кантарос, аскос и един фрагментиран неопределен съд. В камерата са открити и части от погребален венец – позлатени бронзови и глинени телчета, плодчета и топчета.

### Датиране
Откритият археологически материал дава основание да се предполага, че последното погребение в камерата е извършено през първата половина на II век пр. Хр. Може да се допусне, че няколко десетилетия съоръжението е било използвано като мавзолей, като през това време е било поддържано и доизграждано. Предположението на доц. Китов е, че гробницата е построена в средата или втората половина на III век пр. Хр.

## Исторически контекст
Поради своя архитектурен тип монументалната гробница, открита под Сашова могила, е без преки паралели в античния свят. По полуцилиндричния свод и каменното ложе тя най-общо е причислена към гробниците от т.нар. „македонски тип“, но дори и при това широко типологизиране, при нейния градеж има няколко съществени разлики – липсата на характерната фасада и нехарактерният дълъг коридор (който е от микенски тип).
Гробницата от Сашова могила съчетава различни строителни традиции, чието смесване все още не може да бъде обяснено преди откриването на подобни аналози. Много е вероятно гробното съоръжение да е изградено и използвано като мавзолей през III век пр. Хр., когато тракийската култура понася тежък удар от нашествието на келтите на Балканите. Вторичното използването на строителен материал за градежа на гробницата свидетелства, че в района на Казанлъшката котловина е съществувал друг представителен династичен център/центрове преди/след Севтополис.

## Градски легенди
Според градските легенди, които се тиражират от българската жълта преса, при проникването на екипа на ТЕМП в подмогилното съоръжение при Сашова могила помещенията на гробницата се оказали пълни догоре със змии. Според участничка в експедицията влечугите били толкова много, че съскането ужасило участниците в разкопките, също така по разказ на въпросното лице всички членове на експедицията, които са влезли първи в съоръжението при Сашова могила, а Георги Китов криел от екипа си, че съществува опасност. Според нея поверието гласяло, че оскверняването на тракийски гроб е престъпление, което се наказва изключително жестоко чак до десето коляно.

## Достъп
Гробницата под Сашова могила е достъпна за посещения само при заявка. Върху нея е изградена временна сграда, целяща доброто ѝ запазване. Археологическите находки, открити във вътрешността на гробницата, могат да бъдат изложени в НИМ в София.